# حزب قوس قزح (زامبيا)
حزب قوس قزح هو حزب سياسي اشتراكي في زامبيا.

## التاريخ
تأسس الحزب في 16 ديسمبر 2014 من قبل وزير العدل السابق وسكرتير الجبهة الوطنية وينتر كابيمبا، إلى جانب العديد من أعضاء الجبهة البارزين الآخرين.  شارك الحزب في الانتخابات العامة لعام 2016، ولم يفز بأي مقاعد.

## روابط خارجية
- rainbowzambiaعلى تويتر.